# Арське поле
Арське поле — широка рівнина на північ від Казанського кремля, історична місцевість, з якою пов'язані найбільш криваві сторінки Московсько-казанської війни (1535-1552).
Назва походить від татарського та чуваського найменування удмуртів. У московських літописних джерелах згадується від XIV ст. З Арського поля було надзвичайно зручно вести наступ на Казань, відтак саме ця місцевість стала головним театром бойових дій Московсько-казанської війни. 
Щорічно, 24 червня, на Арському полі відкривався ярмарок, на котрий приїздили купці з усієї Московії, Поволжя, Кавказу, Середньої Азії та Ірану. Традиційно на цей ярмарок приїздили і марійці, які вели торгівлю пшеницею. 